# Van Cleave
Van Cleave, pseudonimo di Nathan Lang Van Cleave (Bayfield, 8 maggio 1910 – 3 luglio 1970), è stato un compositore statunitense.
Ha composto musiche per film e serie televisive, tra cui: Il colosso di New York, La conquista dello spazio e Ai confini della realtà.

## Filmografia parziale

### Cinema
- Filibustieri in gonnella (The Sainted Sisters), regia di William D. Russell (1948)
- Ai vostri ordini signora! (Fancy Pants), regia di George Marshall (1950)
- Quebec, regia di George Templeton (1951)
- A.A. criminale cercasi (Dear Brat), regia di William A. Seiter (1951)
- Il gatto milionario (Rhubarb), regia di Arthur Lubin (1951)
- Polizia militare (Off Limits), regia di George Marshall (1953)
- La conquista dello spazio (Conquest of Space), regia di Byron Haskin (1955)
- Lucy Gallant, regia di Robert Parrish (1955)
- L'uomo solitario (The Lonely Man), regia di Henry Levin (1957)
- I figli dello spazio (The Space Children), regia di Jack Arnold (1958)
- Il colosso di New York (The Colossus of New York), regia di Eugène Lourié (1958)
- Anno 2118: progetto X (Project X), regia di William Castle (1968)

### Televisione
- Ai confini della realtà (The Twilight Zone) - serie TV, 12 episodi (1959-1964)
- Carovane verso il West (Wagon Train) - serie TV, 3 episodi (1960-1964)
- Gunsmoke - serie TV, 5 episodi (1961-1963)
- Have Gun - Will Travel - serie TV, 4 episodi (1962-1963)
- Perry Mason - serie TV, 7 episodi (1962-1964)